# Виньянелло
Виньянелло (итал. Vignanello) — коммуна в Италии, располагается в регионе Лацио, подчиняется административному центру Витербо.
Население составляет 4705 человек (на 2001 г.), плотность населения составляет 229,18 чел./км². Занимает площадь 20,53 км². Почтовый индекс — 01039. Телефонный код — 0761.
Покровителями населённого пункта считаются  священномученик Власий Севастийский, празднование 3 февраля, и святая Гиацинта.